# Citébeur
Citébeur est la marque d'un studio français de production de films ⁣⁣pornographiques⁣⁣, gays spécialisé dans les réalisations de films faisant figurer principalement des hommes noirs et maghrébins, souvent qualifiés de « pornographie ethnique ».

## Histoire
Citébeur a été créée en 2000 comme site internet « des beurs gays avec vidéos de racailles et beurs gays » où il propose des histoires érotiques, une messagerie, des petites annonces, des informations de prévention sur la santé sexuelle et des films pornographiques. En 2004, la société édite le DVD Wesh Cousin dont les ventes importantes assurent la renommée du label.
Citébeur a notamment repéré et lancé François Sagat, devenu l'un des acteurs pornographiques français les plus prisés au niveau mondial.

## Principales séries
- Wesh Cousin
- Matos de Blackoss
- Lascars en force
- Quartier chaud
- Les Bonhommes
- Lascars de téci

## Récompenses
- PinkX Gay Video Awards 2013 : meilleur film ethnique pour Med in France[3]
- PinkX Gay Video Awards 2015 : meilleur film ethnique pour Lascars en force 2[3]
- PinkX Gay Video Awards 2016 : meilleur film ethnique pour Malik et ses potes[3]